# Палсмане
Па́лсмане (латыш. Palsmane) — населённый пункт в Смилтенском крае Латвии. Административный центр Палсманской волости. Находится на реке Палса рядом с автодорогой A2 (E 77). Расстояние до города Валка составляет около 58 км.
По данным на 2007 год, в населённом пункте проживало 727 человек. Есть волостная администрация, начальная школа, детский сад, специализированная школа-интернат, дом культуры, библиотека, почтовое отделение, православная и лютеранская церкви, старинная усадьба с парком. Лютеранская церковь Палсмане (построена в 1814—1817 гг.) и её орга́н (1860 г.) являются объектами культурного наследия государственного значения.

## История
Населённый пункт образовался при поместье Палсмане (Пальцмар). В 1932 году получил статус села.
В советское время населённый пункт был центром Палсманского сельсовета Валкского района. В селе располагался колхоз «Палсмане».

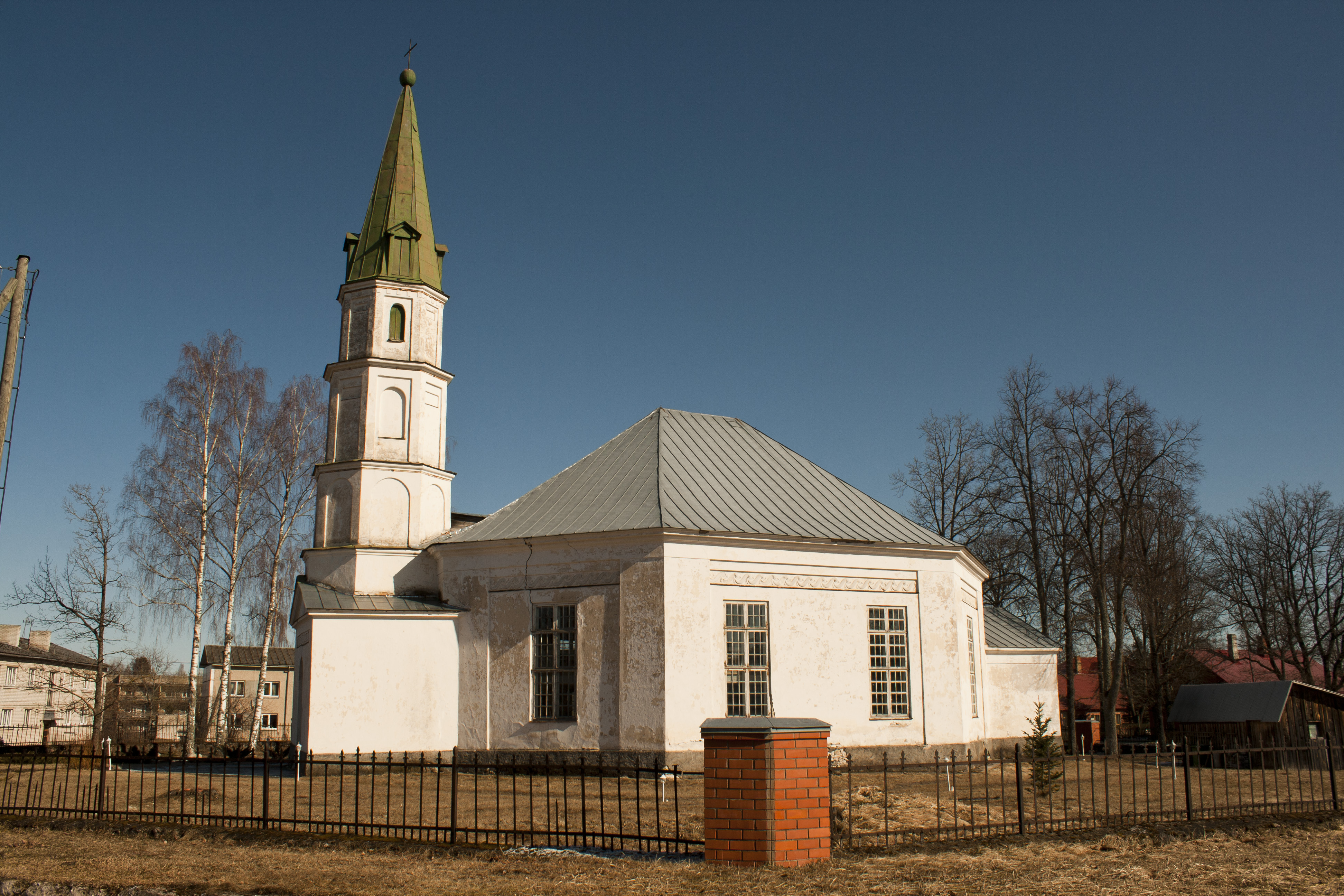
Лютеранская церковь
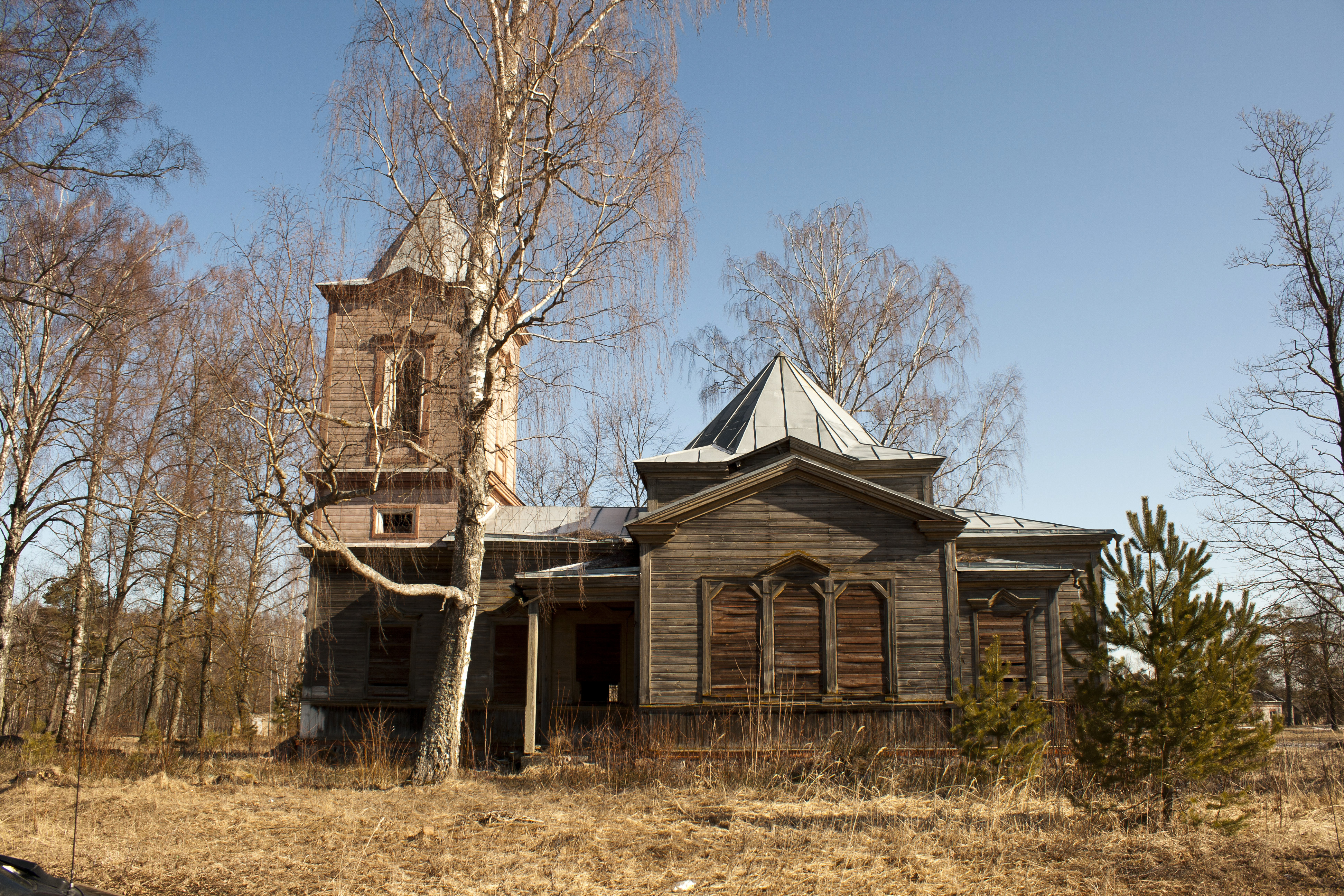
Православная церковь